# Jekaterina Maksimova
Jekaterina Sergejevna Maksimova (ryska: Екатерина Сергеевна Максимова), född 1 februari 1939 i Moskva i Sovjetunionen, död 28 april 2009 i Moskva, var en rysk ballerina.
Maksimova studerade balett för Jelizaveta Gerdt och avlade examen 1958, då hon anlitades av Bolsjojteatern. Hennes första stora framgång kom året därpå då hon dansade rollen som Katerina i Stenblomman. I samband med denna föreställning träffade hon dansaren och koreografen Jurij Grigorovitj, med vilken hon samarbetade i 20 år. Maksimova avled hastigt den 28 april 2009.

## Eftermäle
Asteroiden 4145 Maximova är uppkallad efter henne.